# Zálet

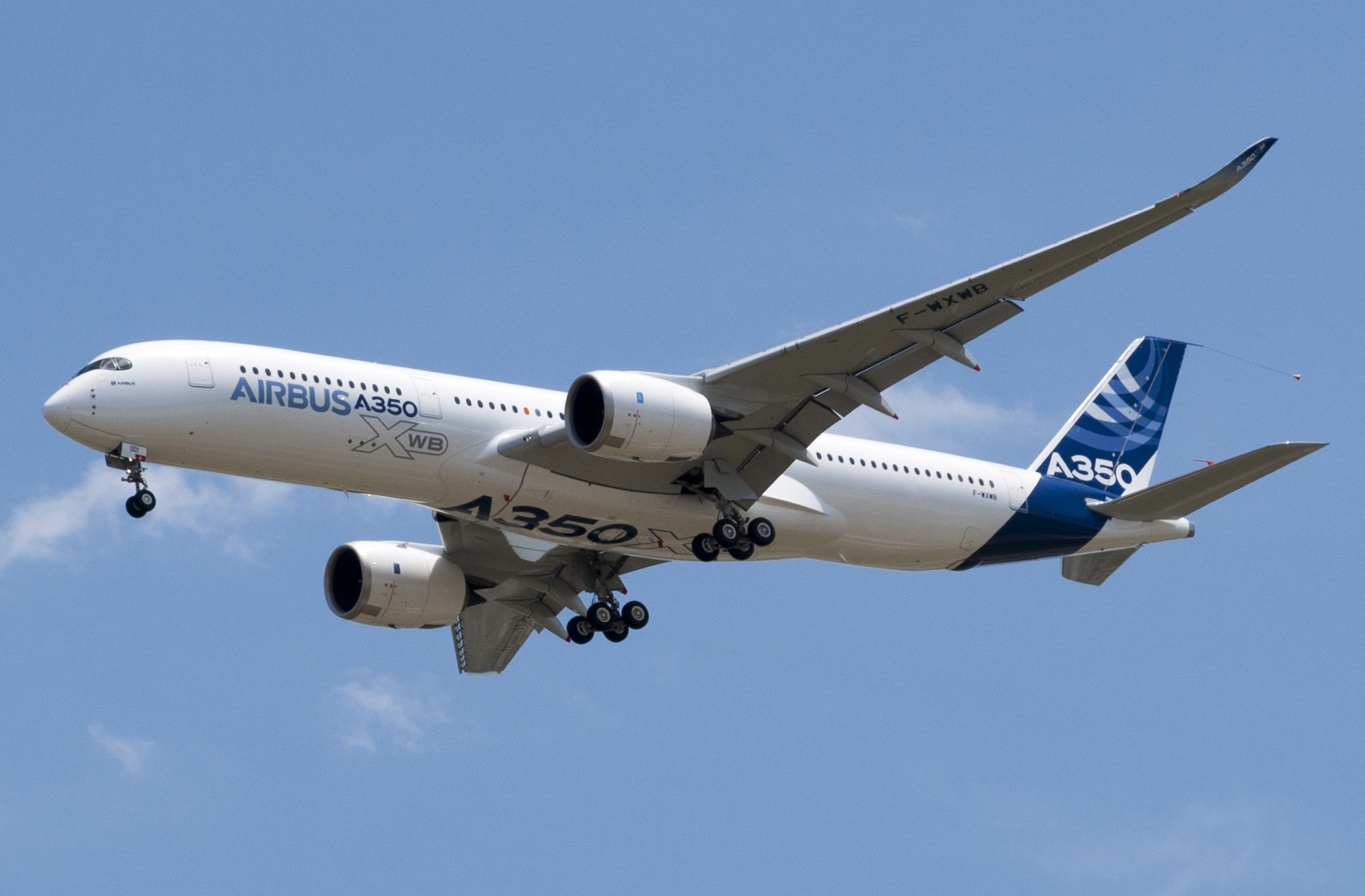
Airbus A350 XWB 14. června 2013

Zálet letadla je první let letadla – událost, při které se letadlo poprvé vznese nad zemský povrch. Nemusí jít o první let daného typu vůbec, záletem je např. první let každého vyrobeného kusu, nebo i první let letounu po opravě. Zvláštním případem je, zejména v armádním prostředí před zahájením létání, zálet na počasí.
První let zcela nového prototypu letadla je vždy pro tento typ historickou událostí a zpravidla také poměrně nebezpečnou. Skutečné letové vlastnosti nového stroje jsou pouze předpokládány na základě výpočtů a analýz, nicméně ty se mohou od skutečných vlastností zásadně lišit. Zálety nových typů letadel provádějí zkušení testovací piloti. Během tohoto letu se ověřují a měří předpokládané vlastnosti letadla jako vzletová rychlost, stoupavost, dostup, maximální rychlost, délka vzletové i přistávací dráhy či celková ovladatelnost stroje a letová způsobilost. Většinou je zálet u nového typu jen prvním ověřovacím letem a další přesná měření se provádějí během dalších zkušebních letů.
Často je první let nového typu letadla jen jedním z kroků jeho vývoje. Pokud měření neprokázala očekávané výkony či vlastnosti, vývoj pokračuje výrobou dalších prototypů k jejich dosažení. Přitom se provádějí další zkušební a ověřovací lety. Pro úspěšné zakončení vývoje je u civilních dopravních nebo transportních letounů vyžadována certifikace vládní organizací pro civilní letectví jako je v Česku například ÚCL ČR.

## Významné první lety
- 17. prosince 1903 – Kitty Hawk (Wright Flyer), první let letadla těžšího než vzduch.
- 28. července 1935 – Boeing B-17 Flying Fortress
- 17. prosince 1935 – Douglas DC-3
- 2. listopadu 1947 – Hughes H-4 Hercules, jediný let dosud největšího hydroplánu těžšího než vzduch.
- 27. července 1949 – De Havilland Comet, první dopravní letoun s proudovými motory.
- 23. srpna 1954 – Lockheed C-130 Hercules, vojenský transportní letoun.
- 25. dubna 1962 – Lockheed A-12, nadzvukový průzkumný letoun.
- 9. dubna 1967 – Boeing 737, dopravní letoun středního doletu.
- 31. prosince 1968 – Tupolev Tu-144, sovětský nadzvukový dopravní letoun.
- 9. února 1969 – Boeing 747, obří dopravní letoun.
- 2. března 1969 – Concorde, britsko-francouzský nadzvukový dopravní letoun.
- 21. prosince 1988 – Antonov An-225 Mriya.
- 27. dubna 2005 – Airbus A380, dvoupodlažní obří dopravní letoun.
- 19. května 2008 – Suchoj Superjet 100, úzkotrupý dopravní letoun.
- 21. prosince 2008 – VMS Eve, nosný letoun vesmírného programu Virgin Galactic.